# ISS-Expeditie 22
ISS Expeditie 22 was de tweeëntwintigste missie naar het International Space Station die werd gelanceerd op 30 november 2009 en landde op 17 maart 2010.
Deze Expeditie had vijf bemanningsleden. De commandant van deze missie zal Jeffrey Williams van de NASA zijn . Omdat vijf bemanningsleden naar het ISS vertrekken zullen er twee Sojoezraketten gelanceerd moeten worden omdat elke Sojoez maar drie bemanningsleden kan vervoeren.

## Bemanning

### Eerste deel - 2 bemanningsleden (november 2009)
- Jeffrey Williams (3), bevelhebber -  Verenigde Staten[1]
- Maksim Surajev (1), Flight Engineer 1 -  Rusland

### Tweede deel - 5 bemanningsleden (november 2009 tot maart 2010)
- Jeffrey Williams (3), bevelhebber -  Verenigde Staten
- Maksim Surayev (1), Flight Engineer 1 -  Rusland
- Oleg Kotov (2), Flight Engineer 2 -  Rusland
- Soichi Noguchi (2), Flight Engineer 3 -  Japan
- Timothy Creamer (1), Flight Engineer 4 -  Verenigde Staten

#Het nummer tussen haakjes duidt aan hoeveel missies de astronaut gevlogen zal hebben na ISS Expeditie 22

## Reservebemanning
- Shannon Walker - bevelhebber -  Verenigde Staten
- Aleksandr Skvortsov -  Rusland
- Douglas H. Wheelock -  Verenigde Staten
- Anton Sjkaplerov -  Rusland
- Satoshi Furukawa -  Japan